# Andreas Dorschel

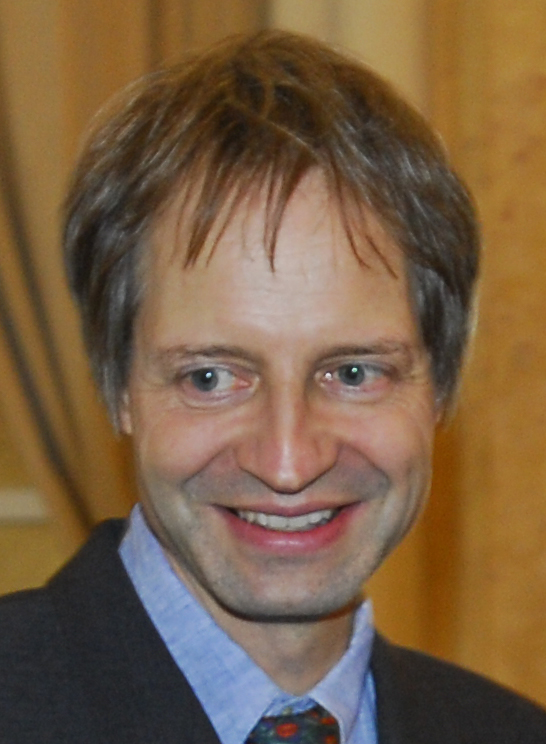
Andreas Dorschel (2010)

Andreas Dorschel (* 1962 in Wiesbaden) ist ein deutscher Philosoph. Seit 2002 ist er Professor für Ästhetik sowie Vorstand des Instituts für Musikästhetik an der Universität für Musik und darstellende Kunst Graz (Österreich).

## Herkunft, Studium und Werdegang
Andreas Dorschel wurde 1962 in Wiesbaden geboren. Die bildende Künstlerin und Schriftstellerin Gesine Probst-Bösch (Weimar 1944–1994 München) war seine Cousine. Nach Studien der Philosophie, Musik- und Sprachwissenschaft an den Universitäten Wien und Frankfurt am Main (Magister artium 1987, Promotion 1991) lehrte Dorschel in Marburg an der Lahn (1993–1994), Dresden (1994–1997) und Norwich (University of East Anglia, England) (1997–2002). 2002 wurde er an der Philosophisch-historischen Fakultät der Universität Bern (Schweiz) habilitiert. Gastprofessuren führten ihn an die Emory University (1995) und die Stanford University (2006). Das Grazer Institut für Musikästhetik erhielt 2007 auf Dorschels Initiative seinen neuen Namen. Von 2008 bis 2017 gehörte Dorschel dem Kuratorium des österreichischen Wissenschaftsfonds (FWF) an; zum Review Panel des HERA (Humanities in the European Research Area) Joint Research Programme der European Science Foundation (ESF) (Straßburg / Brüssel) zählte er zwischen 2012 und 2017. Seit 2010 ist Dorschel Mitglied des Beirates der britischen Royal Musical Association (RMA) Music and Philosophy Study Group. Die Hessische Ministerin für Wissenschaft und Kunst berief ihn 2019 sowie erneut 2023 in den Hochschulrat der Hochschule für Musik und Darstellende Kunst Frankfurt am Main. 2019 wurde Dorschel als Mitglied in die Academia Europaea gewählt. Er war während des akademischen Jahres 2020/21 Fellow des Wissenschaftskollegs zu Berlin sowie während des akademischen Jahres 2024/25 Fellow des Hamburg Institute for Advanced Study (HIAS).

## Werk
Dorschels Arbeiten gehen den logischen und historischen Zusammenhängen von Denken und Handeln nach. Sie fügen sich insofern nicht der vorherrschenden Arbeitsteilung zwischen systematischer Philosophie und Philosophiegeschichte sowie zwischen theoretischer und praktischer Philosophie.

### Wille

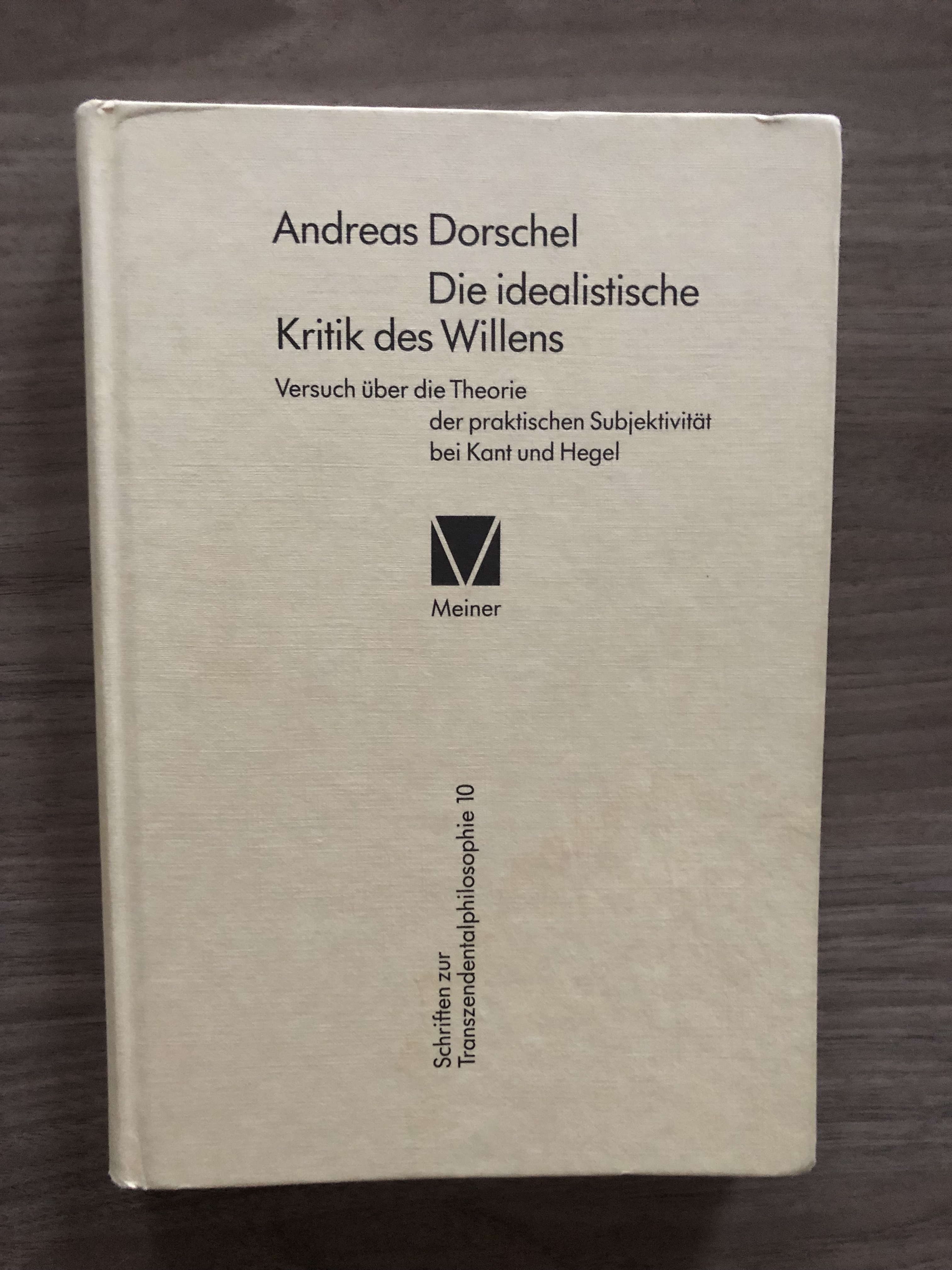
Die idealistische Kritik des Willens (1992)

In Die idealistische Kritik des Willens (1992) sucht Dorschel das Recht des wählenden Willens gegen dessen ethische Kritik im deutschen Idealismus zu verteidigen. Einer Methode „kritische[r] Analyse“ folgend, widerspricht Dorschel der These Kants, dass „ein freier Wille und ein Wille unter sittlichen Gesetzen einerlei“ sei, wie derjenigen Hegels, dass „die Freiheit des Willens als Gesetz verwirklicht“ werde. Nicht im Gesetz realisiere sich Freiheit des Willens, sondern in von Intelligenz geleiteter Wahl. Im Unterschied zu anderen Kritikern des Idealismus schlägt sich Dorschel nicht auf die Seite des Determinismus. Wenn die Position eines Determinismus Sinn ergeben soll, argumentiert Dorschel, muss er mit dem Begriff der Voraussage korreliert sein. Was vorausgesagt wird, darf wiederum nicht vom Akt des Voraussagens abhängen. Doch wie einer nicht den eigenen Schatten überspringen kann, kann er auch nicht sein eigenes künftiges Verhalten aufgrund seines jetzigen Zustandes voraussagen. Denn diesen würde er ändern, indem er die Voraussage macht. Diese Reflexion kommt ohne den Kantischen Gegensatz eines Determinismus von Erscheinungen und Freiheit des Dinges an sich aus.

### Vorurteil
Nachdenken über Vorurteile (2001) untersucht den Kampf der Aufklärung gegen Vorurteile und das Eintreten der Gegenaufklärung für sie. „Dorschel will diesen Streit unterlaufen, indem er eine von beiden geteilte Annahme widerlegt“, nämlich, Vorurteile ließen sich als schlecht oder gut, falsch oder wahr charakterisieren, eben weil sie Vorurteile seien. Dabei geht Dorschel, wie Richard Raatzsch formuliert, „den gemeinsamen Quellen der Irrtümer beider Seiten nach […], indem er sie so plausibel wie möglich zu machen sucht“. Vorurteile, schließt Dorschel, können wahr oder falsch, gescheit oder dumm, weise oder töricht, positiv oder negativ, gut oder schlecht, rassistisch oder humanistisch sein, und sie sind jeweils dies oder jenes anderer Eigenschaften halber als der, dass es sich bei ihnen um Vorurteile handelt. „Überzeugend“, urteilt Manfred Geier, sei auch Dorschels „Kritik an jener hermeneutischen Rehabilitierung von Vorurteilen, die Hans-Georg Gadamer unternommen hat. Denn die wesenhafte Vorurteilshaftigkeit alles Verstehens, die Gadamer ins Spiel brachte, […] lässt ‚Vorurteil‘ zu einem inflationären Begriff werden.“ Wie Dorschel zeige, verwische die hermeneutische Ehrenrettung des Vorurteils dessen Differenzen zu „Hypothese, Vorgriff […], Vorannahme oder Erwartung.“

### Gestaltung

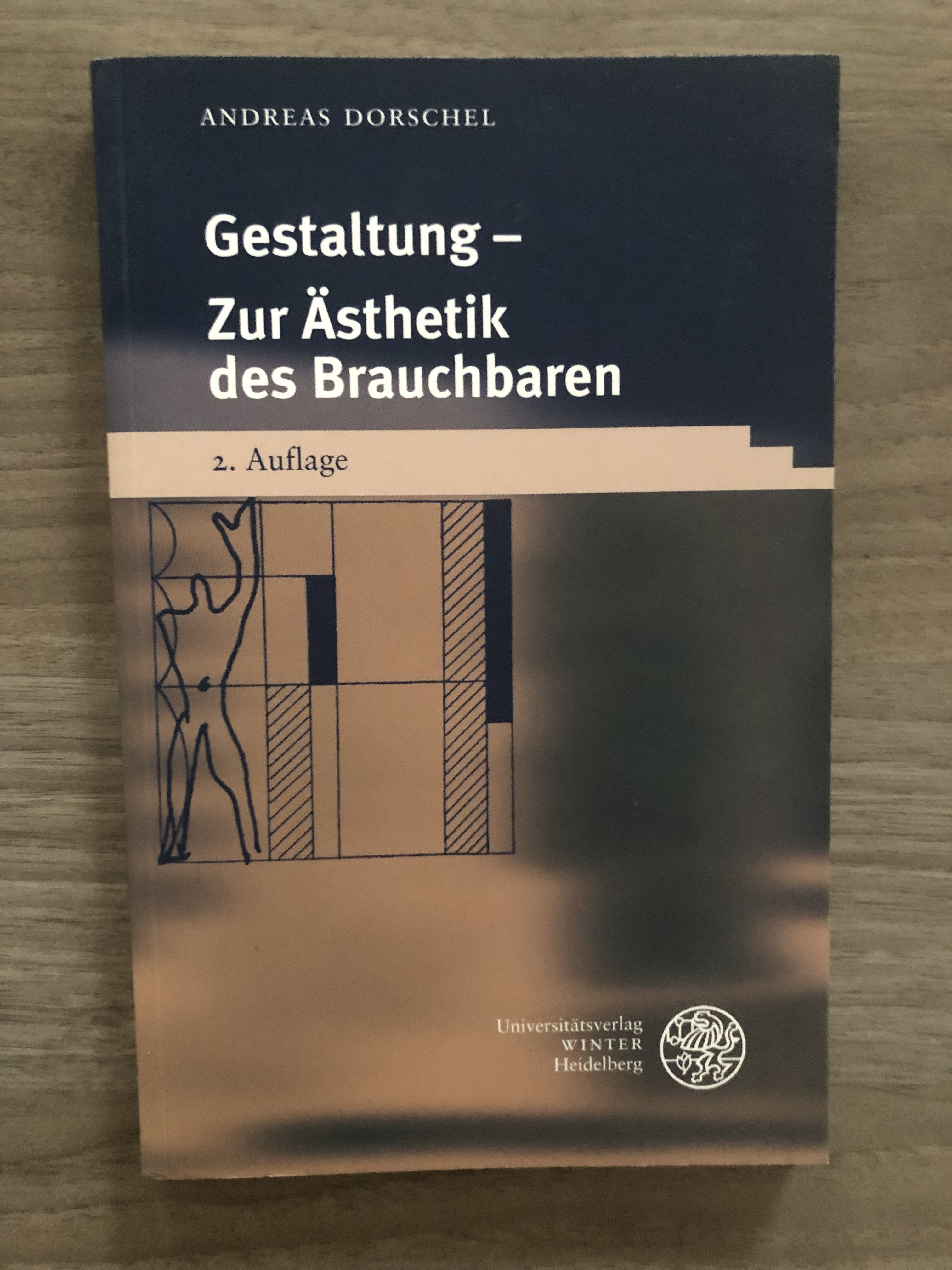
Gestaltung, 2. Aufl. (2003)

In Gestaltung – Zur Ästhetik des Brauchbaren (2002) durchdenkt Dorschel das Entwerfen nützlicher Dinge entlang der Frage, wie dessen Ergebnisse zu beurteilen seien. Nach Dorschel, so hebt Annette Geiger hervor, determinieren Zwecke, Technik und Material „nicht die Gestaltung, sondern setzen der Wahl der Form lediglich Grenzen, innerhalb derer sie unterschiedlich ausfallen kann.“ Scharf arbeitet Dorschel die Differenz des Brauchbaren zu Werken der Kunst heraus. Ludwig Hasler sieht in Dorschels Buch „eine Streitschrift […] gegen den Funktionalismus der Moderne, der ein Jahrhundert lang die Gestaltung der Gebrauchsdinge revolutionierte, wie gegen die Postmoderne, die sich auf den Spass an der Beliebigkeit der Formen kaprizierte“, analytisch durchgeführt als „argumentative Präzisionskur“.

### Verwandlung
Mit Verwandlung. Mythologische Ansichten, technologische Absichten legte Dorschel 2009 erstmals eine detaillierte, „in vielen Schattierungen abgestufte“ Ideengeschichte der Metamorphose vor. Die in den Göttinger Neuen Studien zur Philosophie erschienene Monographie zeigt, wie die Idee der Verwandlung sich einer Rationalisierung durch den Begriff der Veränderung entzieht. Veränderung versteht Dorschel als rationales Muster: Das Ding bleibt, seine Eigenschaften wechseln. Doch wo hört das Ding auf, wo beginnen seine Eigenschaften? Was wäre das Ding ohne seine Eigenschaften? So sei dem Begriff der Veränderung wie ein Schatten die Idee der Verwandlung gefolgt. In vier großen Fallstudien untersucht Dorschel die Verwandlung in der griechisch-römischen Mythologie, im Neuen Testament, in der neuzeitlichen Alchemie sowie in den aktuellen Entwicklungen der Gentechnologie und der synthetischen Biologie.

### Ideen

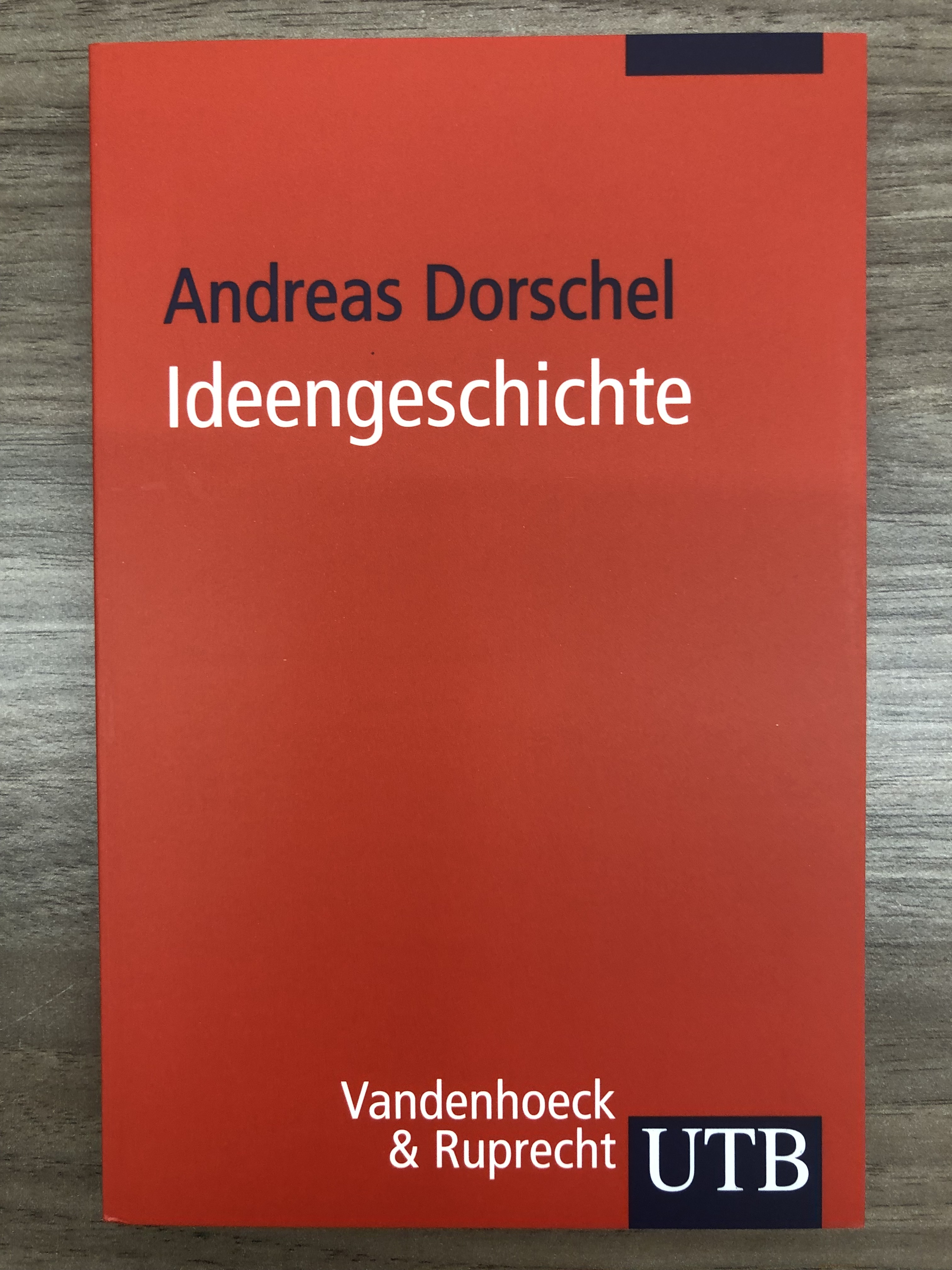
Ideengeschichte (2010)

Die historische und philosophische Methodik, die den Feldern seiner eigenen Arbeiten zugrunde liegt, erläutert Dorschel in dem 2010 bei Vandenhoeck & Ruprecht erschienenen Band Ideengeschichte. Den Gegenstand dieses Zweigs der Historiographie bilden nach Dorschel „nicht Ideen schlechthin, sondern situierte Ideen“; demgemäß ist erfordert, nicht lediglich Texte und ähnliche Primärquellen zu untersuchen, sondern auch zu erforschen, unter welchen historischen Bedingungen Gedankengebilde entstanden, rezipiert wurden und zirkulierten. Neue Ideen werden entwickelt als Antwort auf Schwierigkeiten oder Hindernisse; von diesen her, so Dorschel, können Historiker jene begreifen. Dabei wird das Neue vom Alten her verständlich; „[g]äbe es das Alte nicht, wäre das Neue lediglich fremd, schreibt Andreas Dorschel.“ Als eine „Stärke von Dorschels Monographie“ wird seine Kritik an Quentin Skinners einengender Annahme gesehen, Ideen seien „wesentlich sprachlich“ – „essentially linguistic“ – verfasst: „Worte sind nur ein Medium von Ideen unter anderen; Musiker denken in Tönen, Architekten in Räumen, Maler in Formen und Farben, Mathematiker in Zahlen oder, abstrakter, in Funktionen.“ Statt allein in der Dimension Zeit zu analysieren, wird in Dorschels Monographie, bemerkt Eberhard Hüppe, der „Weg zu einer ideengeschichtlichen Eingliederung“ der Raumdimension „geebnet“. Dorschels Buch gilt als „grundlegende Darstellung“ zu dem Forschungsfeld; es „bietet“, so resümiert Tim-Florian Goslar, „nicht nur eine Übersicht über die historisch wichtigsten Stationen der Ideengeschichte, sondern führt noch während des Lesens in ideengeschichtliches Denken ein“.

### Tragikomik
Ausgangspunkt der Monographie Dorschels aus dem Jahr 2022, Mit Entsetzen Scherz, ist der Gegensatz, in den Tragisches und Komisches seit der Formulierung dieser Konzepte im 5. Jahrhundert v. Chr. gestellt wurden. Wird Tragisches mit Komischem verbunden, so Dorschel, dann sei zu erwarten, dass sie einander schwächen. Tragikomische Situationen überraschten jedoch damit, dass die gegensätzlichen Qualitäten einander steigerten. In seiner Studie untersucht Dorschel, unter welchen Bedingungen dies eintreten kann. Dabei lenkt er die Aufmerksamkeit auf „das Verhältnis zur Zeit“: Komisches sei „im Moment zuhause“, Tragisches beschreibe „einen großen Bogen“. Von dieser Konstellation her entfaltet Dorschel die Poetik des Tragikomischen in Werken der Antike, der Frühen Neuzeit und der Moderne durch die Kategorien ‚Ironie‘, ‚Intervention‘ und ‚Travestie‘.

## Erneuerung philosophischer Genres

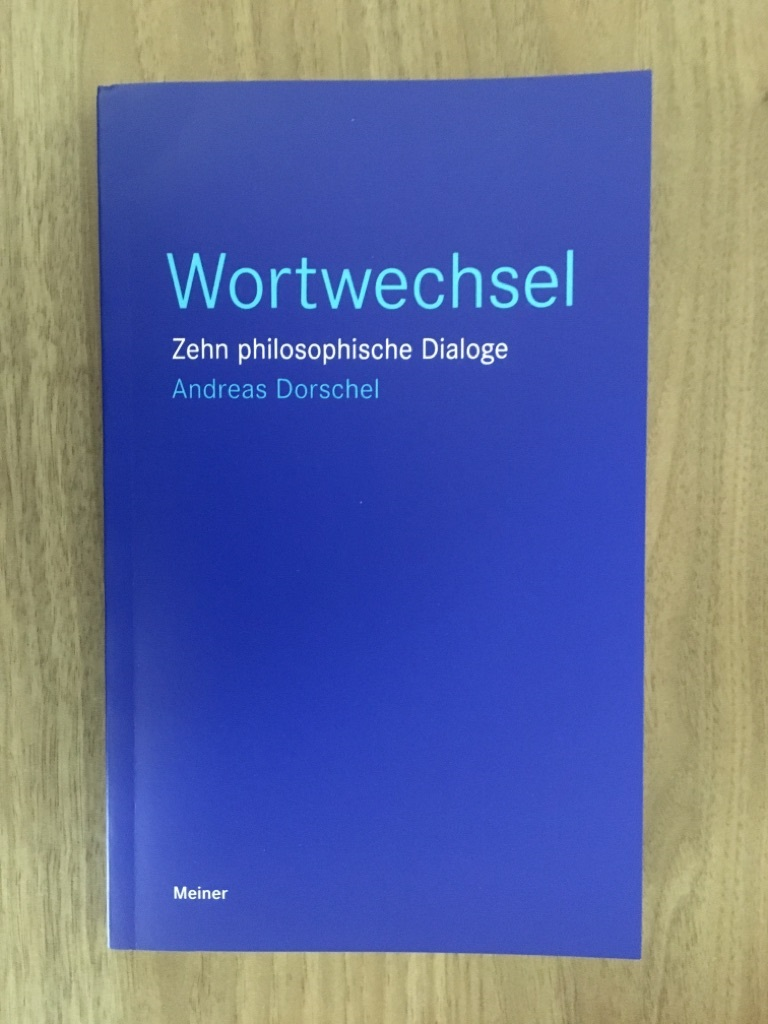
Wortwechsel (2021)

In ihrer Geschichte von etwa 2500 Jahren zeichnete die europäische Philosophie nach Dorschels Einschätzung eine Vielfalt an Gattungen aus; ihre Möglichkeiten verkümmerten, sobald Philosophie sich, wie in der Gegenwart, weitgehend auf die Genres Monographie und Artikel beschränke. Deren konventionelle Formen der Exposition ließen wenig Raum dafür, philosophische Positionen einzuführen und dann, in der Entfaltung des Gedankengangs, in unterschiedlichem Maß Abstand von ihnen zu nehmen. Um dies auf dem Wege dramatischer sowie epischer Ironie und einer Heuristik der Fiktion zu erreichen, hat Dorschel Formen wie den Brief, den Dialog, den Monolog und die philosophische Erzählung ('conte philosophique') erneuert, die in der Renaissance und Aufklärung geblüht hatten, bei der modernen akademischen Philosophie hingegen in Ungnade fielen. Zehn der Dialoge Dorschels liegen gesammelt in dem Band Wortwechsel (2021) vor.

## Auszeichnungen
- 2011 Forschungspreis des Landes Steiermark[48]
- 2014 Caroline-Schlegel-Preis[49]

## Veröffentlichungen

### Bücher
- Die idealistische Kritik des Willens. Versuch über die Theorie der praktischen Subjektivität bei Kant und Hegel. (= Schriften zur Transzendentalphilosophie. Bd. 10) Felix Meiner, Hamburg 1992, ISBN 3-7873-1046-0 (Vorschau bei Google Bücher).
- Nachdenken über Vorurteile. Felix Meiner, Hamburg 2001, ISBN 3-7873-1572-1.[50]
- Gestaltung – Zur Ästhetik des Brauchbaren. (= Beiträge zur Philosophie, Neue Folge) 2. Auflage, Universitätsverlag Winter, Heidelberg 2003, ISBN 3-8253-1483-9.[51]
- Verwandlung. Mythologische Ansichten, technologische Absichten. (= Neue Studien zur Philosophie. Bd. 22) Vandenhoeck & Ruprecht (V&R unipress), Göttingen 2009, ISBN 978-3-89971-751-8 (Vorschau bei Google Bücher, Inhaltsverzeichnis).
- Ideengeschichte. Vandenhoeck & Ruprecht, Göttingen 2010, ISBN 978-3-8252-3314-3.
- (gemeinsam mit Federico Celestini) Arbeit am Kanon. Ästhetische Studien zur Musik von Haydn bis Webern. (= Studien zur Wertungsforschung. Bd. 51) Universal Edition, Wien, London, New York 2010, ISBN 978-3-7024-6967-2.[52]
- (gemeinsam mit Philip Alperson) Vollkommenes hält sich fern. Ästhetische Näherungen. (= Studien zur Wertungsforschung. Bd. 53) Universal Edition, Wien, London, New York 2012 (Studien zur Wertungsforschung 53), ISBN 978-3-7024-7146-0.[53]
- Mit Entsetzen Scherz. Die Zeit des Tragikomischen. Felix Meiner, Hamburg 2022, ISBN 978-3-7873-4127-6.

### Aufsätze
- Gefühl als Argument? In: Andreas Dorschel et al. (Hrsg.): Transzendentalpragmatik. Ein Symposium für Karl-Otto Apel. Suhrkamp, Frankfurt a. M. 1993, S. 167–186
- Utopie und Resignation. Schuberts Deutungen des Sehnsuchtsliedes aus Goethes ,Wilhelm Meister‘ von 1826. In: Oxford German Studies 26 (1997), S. 132–164, doi:10.1179/ogs.1997.26.1.132.
- Emotion und Verstand. In: Philosophisches Jahrbuch 106 (1999), Heft 1, S. 18–40.[54] pdf online
- The Paradox of Opera. In: The Cambridge Quarterly 30 (2001), Heft 4, S. 283–306. doi:10.1093/camqtly/30.4.283.
- The Authority of the Will. In: The Philosophical Forum 33 (2002), Heft 4, S. 425–441
- Sentimentalität. Über eine Kategorie ästhetischer und moralischer Abwertung. In: Perspektiven der Philosophie. Neues Jahrbuch 31 (2005), S. 11–22 online[55]
- Music and Pain. In: Jane Fulcher (Hrsg.): The Oxford Handbook of the New Cultural History of Music. Oxford University Press, Oxford – New York, NY 2011, S. 68–79. Zugang bei Oxford Handbooks Online
- Ort und Raum. In: Saeculum. Jahrbuch für Universalgeschichte 61 (2011), Heft 1, S. 1–15.[56]
- Der Welt abhanden kommen. Über musikalischen Eskapismus. In: Merkur 66 (2012), Heft 2, S. 135–142.[57] Vorschau
- Der Getäuschte im Garten. ,La Nouvelle Héloise‘: Rousseaus Aporetik der Liebe. In: Zeitschrift für Ideengeschichte 6 (2012), Heft 2, S. 39–47.[58]
- Ästhetik des Fado. In: Merkur 69 (2015), Heft 2, S. 79–86. Vorschau
- Passions of the Intellect: A Study of Polemics. In: Philosophy 90 (2015), Heft 4, S. 679–684. pdf online – Erweiterte Fassung: Polemics and Schadenfreude. In: Aaron Ben-Ze'ev und Angelika Krebs (Hrsg.): Philosophy of Emotion, 4 Bde., Bd. IV: Specific Emotions. Routledge, London – New York, NY 2017 (Critical Concepts in Philosophy), S. 172–178.
- Entwurf einer Theorie des Fluchens. In: Variations 23 (2015), S. 167–175.[59] pdf online
- Abhängige: von Gnaden einer Person, von Gnaden einer Sache. In: Merkur 70 (2016), Heft 5, S. 42–50.[60] Vorschau
- Ins Wort fallen. Figuren der Unterbrechung. In: Merkur 73 (2019), Heft 4, S. 37–46. Vorschau
- The Nineteenth Century. In: Tomás McAuley, Nanette Nielsen, Jerrold Levinson (Hrsg.): The Oxford Handbook of Western Music and Philosophy. Oxford University Press, Oxford – New York, NY 2021, S. 207–224. Zugang bei Oxford Handbooks Online
- Die Welt verändern. In: Merkur 77 (2023), Heft 7, S. 32–43. Vorschau

### Briefe, Dialoge, Monologe, philosophische Erzählungen
- Totengespräch zwischen Franz Joseph Haydn aus Rohrau und Anton Friedrich Wilhelm von Webern aus Wien in der musikalischen Unterwelt. In: Federico Celestini / Andreas Dorschel: Arbeit am Kanon: Ästhetische Studien zur Musik von Haydn bis Webern. Universal Edition, Wien – London – New York 2010 (Studien zur Wertungsforschung 51), S. 9–15.
- Offener Brief an Magister Alexander Gottlieb Baumgarten. In: Philip Alperson / Andreas Dorschel: Vollkommenes hält sich fern. Ästhetische Näherungen. Universal Edition, Wien – London – New York 2012 (Studien zur Wertungsforschung 53), S. 9–15.
- Ein verschollen geglaubter Brief der Korinther an Paulus. In: Merkur 67 (2013), H. 12, S. 1125–1134.[61] Vorschau
- Ich bin so frei. Ein Gespräch. In: grazkunst 01.2016, S. 15–16. pdf online
- Der Ursprung des Vorurteils. Nachrede zum Zauberberg. In: Variations 24 (2016), S. 191–202.  Vorschau
- Arkona. Gespräch über die Mythologie. In: Athenäum 16 (2016), S. 161–174.
- Phantomleiber der Abstraktion. In: Zeno 37 (2017), S. 151–166.
- Die Verstocktheit der Ungläubigen. In: Merkur 71 (2017), H. 2, S. 85–92. Vorschau
- Unstern. Aus Franz Liszts hinterlassenen Papieren. In: Musik, Sinn und Unsinn. Festschrift anläßlich der Hommage an Alfred Brendel. Konzerthaus Berlin, Berlin 2017, S. 54–59.
- Venere d’Urbino. Florentiner Gespräch über die Schönheit. In: Anna Maniura und Matthias Deußer (Hrsg.): Neue Literatur 2017/2018. Frankfurter Verlagsgruppe, Frankfurt/M. – London – New York, NY 2017, S. 253–269.
- Hero & Administrator: A Dialogue. In: Marie-Therese Sauer (Hrsg.): Beginnings. Uni≡verse, Wien 2018, S. 91–100.
- Music as Play: A Dialogue. In: Paulo de Assis (Hrsg.): Virtual Works – Actual Things: Essays in Musical Ontology. Leuven University Press, Leuven 2018 (Orpheus Institute Series), S. 115–133. pdf online
- Starke Einbildungskraft. Gespräch über Chatwin. In: Klaus Aringer, Christian Utz und Thomas Wozonig (Hrsg.): Musik im Zusammenhang. Festschrift Peter Revers zum 65. Geburtstag. Hollitzer, Wien 2019, S. 845–855.
- Wolframus. Gespräch in St. Marien zu Erfurt. In: Lettre International 126 (Herbst 2019), S. 78–83.
- Thoreaus Cottage. Eine Philosophie der Gestaltung. In: Daniel Martin Feige, Florian Arnold und Markus Rautzenberg (Hrsg.): Philosophie des Designs. Transcript, Bielefeld 2019 (Schriftenreihe des Weißenhof-Instituts zur Architektur- und Designtheorie), S. 33–52.
- Einen Gegenstand durchdenken. Gespräch in Padua. In: Topologik. Sondernummer 26 (Dez. 2019/Jan. 2020), S. 50–59. pdf online